# Шиплюк, Александр Николаевич
Александр Николаевич Шиплюк (род. 8 сентября 1966 года) — российский учёный в области механики, специалист в области высокоскоростной аэрогазодинамики, член-корреспондент РАН (2011), директор Института теоретической и прикладной механики СО РАН. В июле 2022 года арестован по обвинению в госизмене. 3 сентября 2024 года приговорен к 15 годам колонии строгого режима.

## Биография
Родился 8 сентября 1966 года в городе Барабинске Новосибирской области. Окончил Барабинскую среднюю школу № 93.
В 1990 году окончил Новосибирский электротехнический институт, специальность — гидроаэродинамика.
С 1990 года работает в Институте теоретической и прикладной механики имени С. А. Христиановича СО РАН, где прошёл путь от стажёра-исследователя до заведующего лабораторией гиперзвуковых технологий и директора института (с 2015 года).
В 2005 году защитил докторскую диссертацию, тема: «Развитие возмущений и управление пограничными слоями при гиперзвуковых скоростях».
С 2007 года читал на кафедре аэрогидродинамики НГТУ курсы лекций «Методы аэрофизического эксперимента», «Методы оптимизации в задачах баллистики и аэродинамики», «Современные проблемы баллистики и гидроаэродинамики».
В 2011 году избран членом-корреспондентом РАН.
В 2022 году арестован по делу о государственной измене. 3 сентября 2024 года был приговорен к 15 годам колонии строгого режима.

## Научная деятельность
Специалист в области высокоскоростной аэрогазодинамики.
Основные научные результаты:
- внесён значительный вклад в модернизацию и создание уникальных стендов и установок, обеспечивающих при наземных испытаниях воспроизведение условий, близких к натурным;
- разработаны методы моделирования волновых процессов в гиперзвуковых сдвиговых течениях;
- установлены нелинейные механизмы ламинарно-турбулентного перехода в гиперзвуковых пограничных слоях;
- экспериментально открыт и обоснован новый метод стабилизации гиперзвуковых пограничных слоёв с помощью покрытий с пористой микроструктурой, поглощающих ультразвук;
- на основе нанотехнологии создан новый тип термоанемометрического датчика с чувствительным элементом в виде полупроводниковой монокристаллической микро- или нанотрубки.

Профессор кафедры аэрогидродинамики в Новосибирском государственном техническом университете.
Член редколлегии журнала «Теплофизика и аэромеханика», член Учёного совета ИТПМ СО РАН.

## Награды
- Премия имени академика В. В. Струминского за работы в области аэродинамики среди молодых учёных СО РАН[1]
- победитель молодёжного конкурса научных работ ННЦ СО РАН, посвящённого 275-летию РАН[1]